# Elyana
Erneelya Elyana Emrizal (Shah Alam, Selangor, Malásia, 5 de julho de 1987) é uma cantora e atriz Malásia. Ele começou sua carreira no entretenimento aos 14 anos. Ao longo de sua carreira musical, Elyana publicou 4 álbuns de estúdio, 2 coletâneas e gravou mais de 40 músicas. No início de sua aparição, Elyana cantava músicas com batidas pop, baladas e R&B e depois se voltou para o pop rock.

## Vida privada
Elyana nasceu e foi criada em Shah Alam, Selangor e é a segunda filha de quatro filhos, 3 meninas e 1 menino, de Emrizal Shamsuddin e Shamsidar Alias.
Ele se casou em 19 de novembro de 2010 com Khairul Anuar Husin e tem uma filha, Cinta Sumayyah.
Elyana está em tratamento para câncer de linfoma em estágio 4. Depois de ser eliminada no Gegar Vaganza 4, Elyana anunciou que sofre de câncer de linfoma em estágio quatro há 7 anos.
Ele se descreveu como um cego de TI.
Em outubro de 2018, Elyana adotou um menino com síndrome de Down.
No dia 8 de dezembro de 2021, Elyana anunciou que estava livre do câncer de linfoma.

## Discografia

### Álbum de estúdio
- Satu (2002)
- Segalanya (2003)
- Bicara Mata Ini (2005)
- Jadi Diriku (2007)

### Álbum de compilação
- Terbaik... Elyana (2012)

## Filmografia

### Filme
| Ano  | Título               | Papel               | Notas          |
| ---- | -------------------- | ------------------- | -------------- |
| 2006 | Gong                 | Ika                 | Primeiro filme |
| 2008 | Dunia Baru The Movie | Sofia Nordin / Opie |                |
| 2010 | Hooperz              |                     |                |
| 2018 | Dukun                | Nadia Karim         |                |

## Referência
1. ↑  Suzan Ahmad (4 de setembro de 2001). «Elyana bakal menggugat». Berita Harian. Consultado em 1 de maio de 2024
2. ↑  Dennis Chua (25 de abril de 2019). «#Showbiz: Being Elyana». New Straits Times. Consultado em 1 de maio de 2024
3. ↑  «Saya masih ada». Utusan Malaysia. 10 de fevereiro de 2015. Consultado em 1 de maio de 2024. Cópia arquivada em 5 de maio de 2016
4. ↑  Haswari Ali (13 de julho de 2002). «Elyana sambut hari jadi di konti». Harian Metro. Consultado em 1 de maio de 2024
5. ↑  Feride Hikmet Atak (26 de outubro de 2010). Elyana nikah 19 November 2010 mStar Online. Recuperado em 1 de maio de 2024.
6. ↑  Qarami Hashim (11 de março de 2018). Jodoh kahwin dua atau tiga memang sudah tertulis sejak azali - Elyana mStar Online. Acessado em 1 de maio de 2024.
7. ↑  «Cancer-stricken Elyana may become parlaysed». The Star Online. 26 de outubro de 2018. Consultado em 1 de maio de 2024
8. ↑  Rudy Imran Shamsuddin (27 de novembro de 2017). «7 tahun menghidap kanser». Harian Metro. Consultado em 1 de maio de 2024
9. ↑  Rudy Imran Shamsuddin (9 de setembro de 2017). Semangat baru demi peminat Harian Metro. Acessado em 1 de maio de 2024.
10. ↑  Elyana ambil anak angkat Kosmo!. 25 de novembro de 2018. Diarkib daripada yang asal pada 25 November 2018. Acessado em 1 de maio de 2024.
11. ↑  Suhaidah Abd Wahab (19 de dezembro de 2019). "Saya akan terus berjuang demi suami dan anak-anak" - Elyana Mingguan Wanita. Acessado em 1 de maio de 2024.
12. ↑  Fatin Farhana Ariffin (8 de dezembro de 2021). «Elyana bebas kanser limfoma». Berita Harian. Consultado em 1 de maio de 2024

## Link externo
- Elyana. no IMDb.
- Elyana no Instagram